# هایلند هایتس (اوهایو)
هایلند هایتس(به انگلیسی: Highland Heights) شهری در ایالت اوهایو کشور ایالات متحده آمریکا است که جمعیت آن در سرشماری سال ۲۰۱۰ میلادی، ۸٬۳۴۵ نفر بوده‌است.